# Шассёры

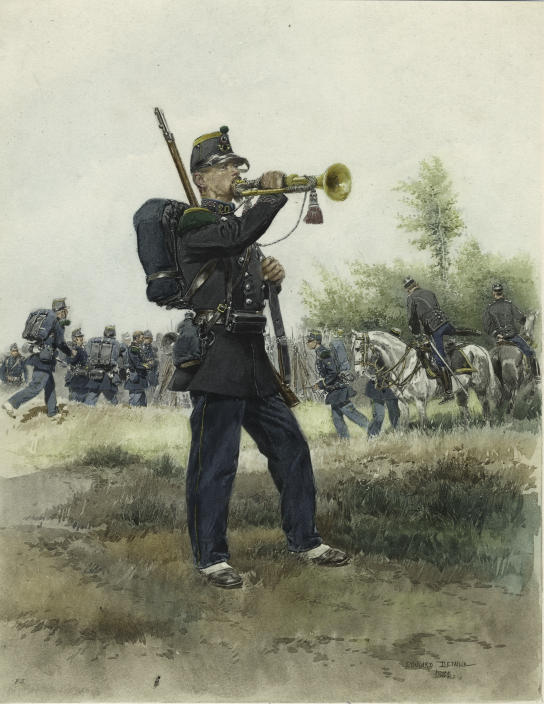
Шассёр с рожком, иллюстрация Эдуарда Детайля (1885)

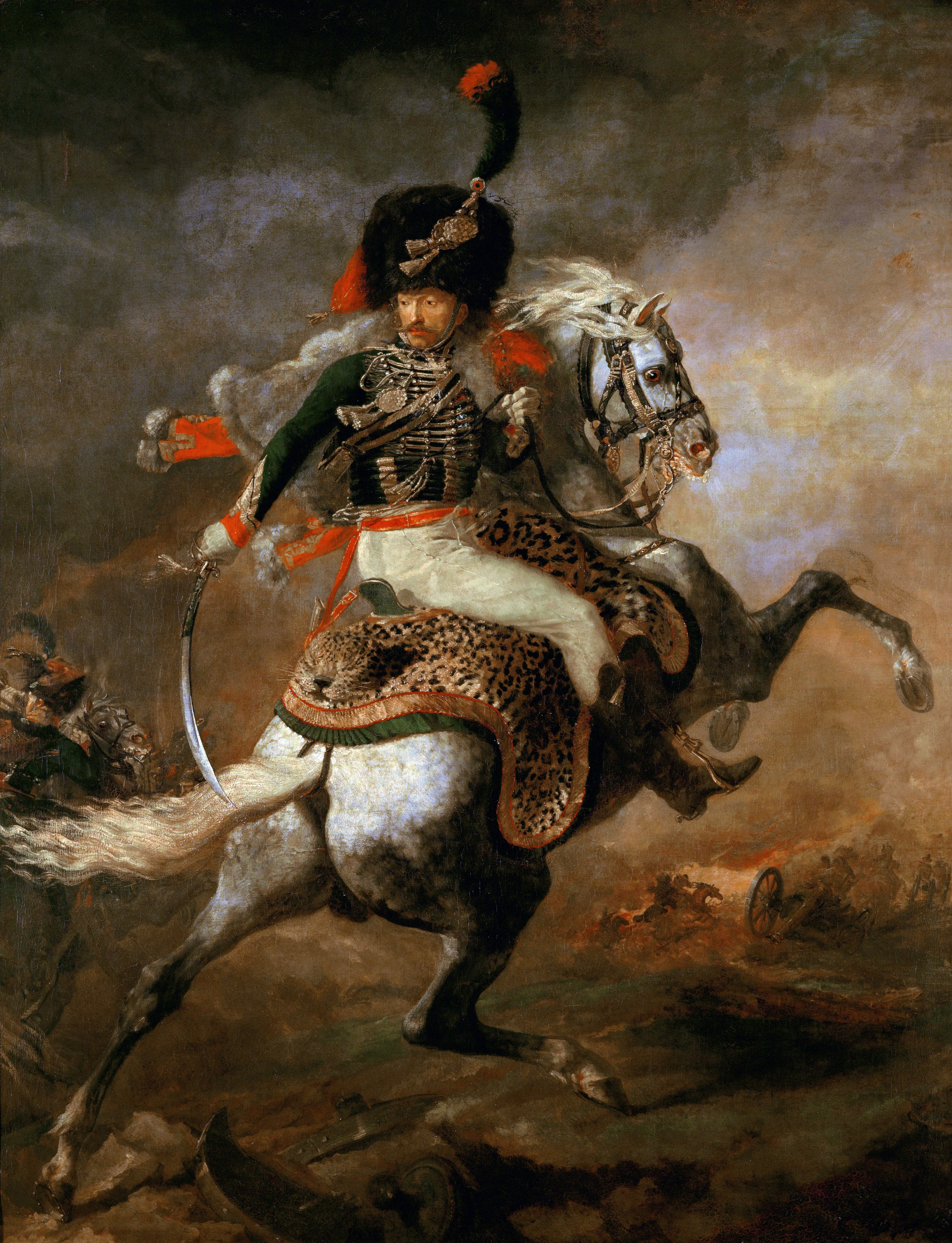
Теодор Жерико. Офицер конных егерей императорской гвардии (1812)

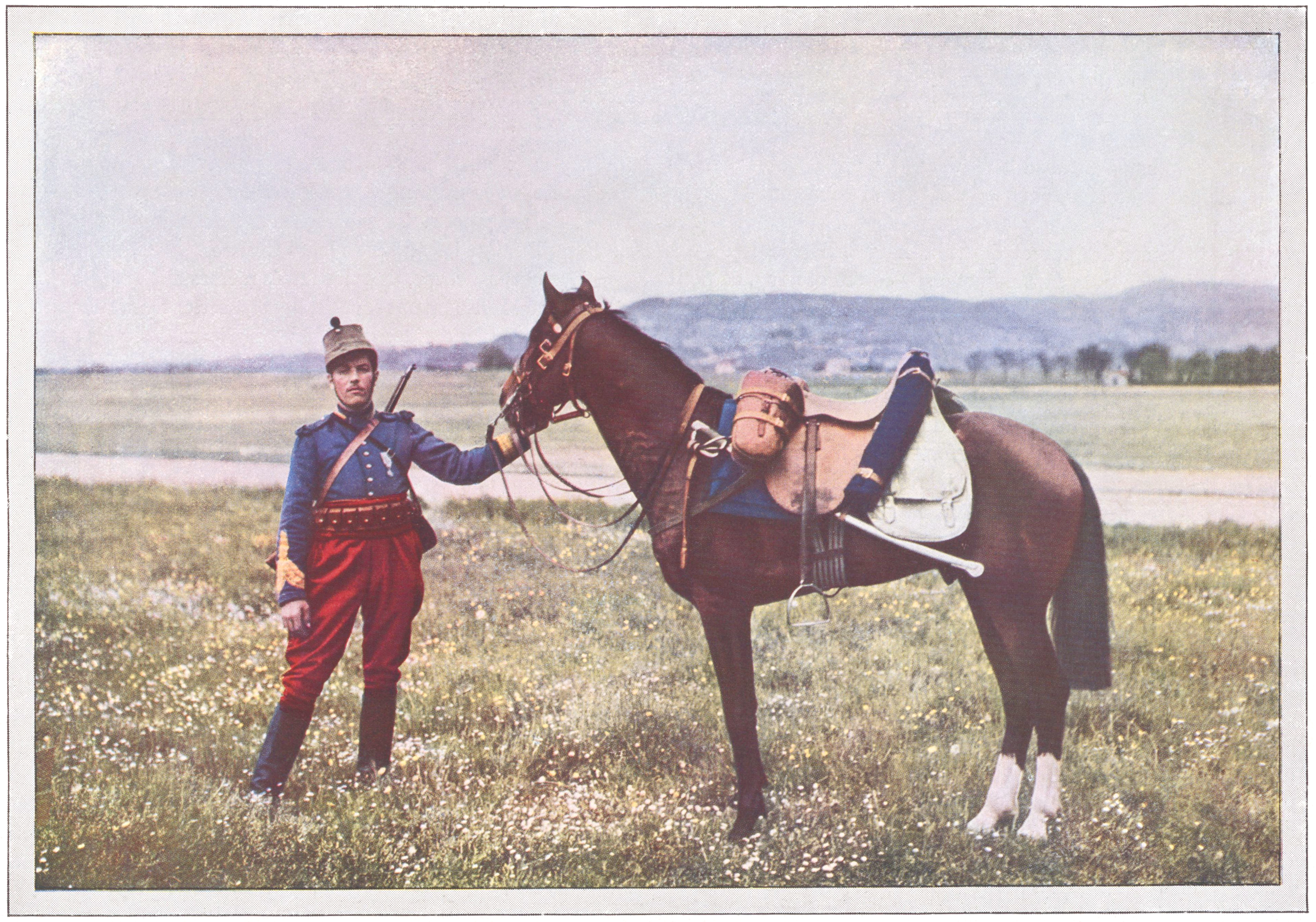
Африканский шассёр

Шассёр (фр. chasseur — «охотник») — части французской лёгкой пехоты (фр. chasseurs à pied, «пешие шассёры») или лёгкой кавалерии (фр. chasseurs à cheval, «конные шассёры»), обученные быстрым действиям, французский аналог егерей.

## История

### Возникновение
Эти подразделения французской армии появились в 1743 году, когда Йоханн Кристиан (Жан Шретьен) Фишер получил приказ от маршала Фуке де Бель-Иля собрать 600 пеших и конных солдат. Они стали известны как «охотники Фишера» или «шассёры Фишера». В последующие годы XVIII века во французскую армию вступали различные лёгкие части наподобие шассёров, которые действовали либо как отдельные отряды, либо как роты, не привязанные к существующим полкам.

### Пешие шассёры
Пешие шассёры (фр. chasseurs à pied), также известные как егеря — лёгкая пехота Первой империи. Они были вооружены точно так же, как и фузилёры из батальонов линейной пехоты, однако обучались специально меткой стрельбе и быстрым манёврам. С 1840 года шассёры носили длинный сюртук, но после 1850 года их форма стала представлять собой короткий сюртук с разрезами по бокам, что предоставляло им больше свободы передвижения, и синие мешковатые брюки (у пехоты они были красными), заправленные в гамаши. Ещё один тип лёгкой пехоты — вольтижёры — играли роль застрельщиков, которые шли впереди основных сил, и шассёры иногда продвигались вместе с вольтижёрами.
В годы Наполеоновских войн шассёры существовали в качестве отдельных полков легкой пехоты в составе пехотных частей. С 1812 года шассёры носили пятиугольные синие погоны с белой окантовкой. В шассёры отбирались, как правило, люди невысокого роста, но очень подвижные, знакомые с жизнью в лесу или горах (то есть преимущественно лесничие и охотники). Они должны были уметь метко стрелять и ориентироваться на местности. Их обучали вести обычный бой в строю батальона, сражаться в рассыпном строю, проводить разведку местности, готовить засады и атаковать пикеты и сторожевые посты противника, а также захватывать пленных. Каждый шассёр (или егерь) был индивидуальным бойцом, умевшим сражаться в одиночку и использовать эффект внезапности для атаки врага и последующего ухода. Особо отличившихся бойцов переводили в карабинеры. Оружием служили стандартные французские мушкеты An IX/III и драгунские мушкеты, которые использовали вольтижёры. Традиционно их униформа представляла синий мундир с красным воротником и белыми перевязями, синие брюки и кивер с зелёным плюмажем (помпонами или султанами), а также короткие кожаные сапоги по образцу гусарских.
Изначально шассёры использовались как специально обученные элитные войска для особых миссий, но позже они стали играть ту же тактическую роль, как и линейная пехота. К концу XIX века разница между шассёрами и обычными пехотинцами сводилась только к униформе и знакам различия, однако шассёры отличались большей психологической устойчивостью. Сразу же после франко-прусской войны пошли споры о том, что содержание шассёров нецелесообразно и не соответствует ни лозунгам равенства Третьей республики, ни стандартам обычного солдата. Однако против мнения общественности, которая поддерживала отличившихся в войне шассёров, никто не смог пойти. Их численность выросла с 20 до 30 батальонов: в 1880—1896 годах 4 несли службу в Тунисе, один в Индокитае и ещё один на Мадагаскаре. 12 батальонов шассёров преобразовали в батальоны горной пехоты или альпийских стрелков (фр. chasseurs alpins). Оставшиеся шассёры были направлены на границу с Германией в качестве войск прикрытия (фр. troupes de couverture).

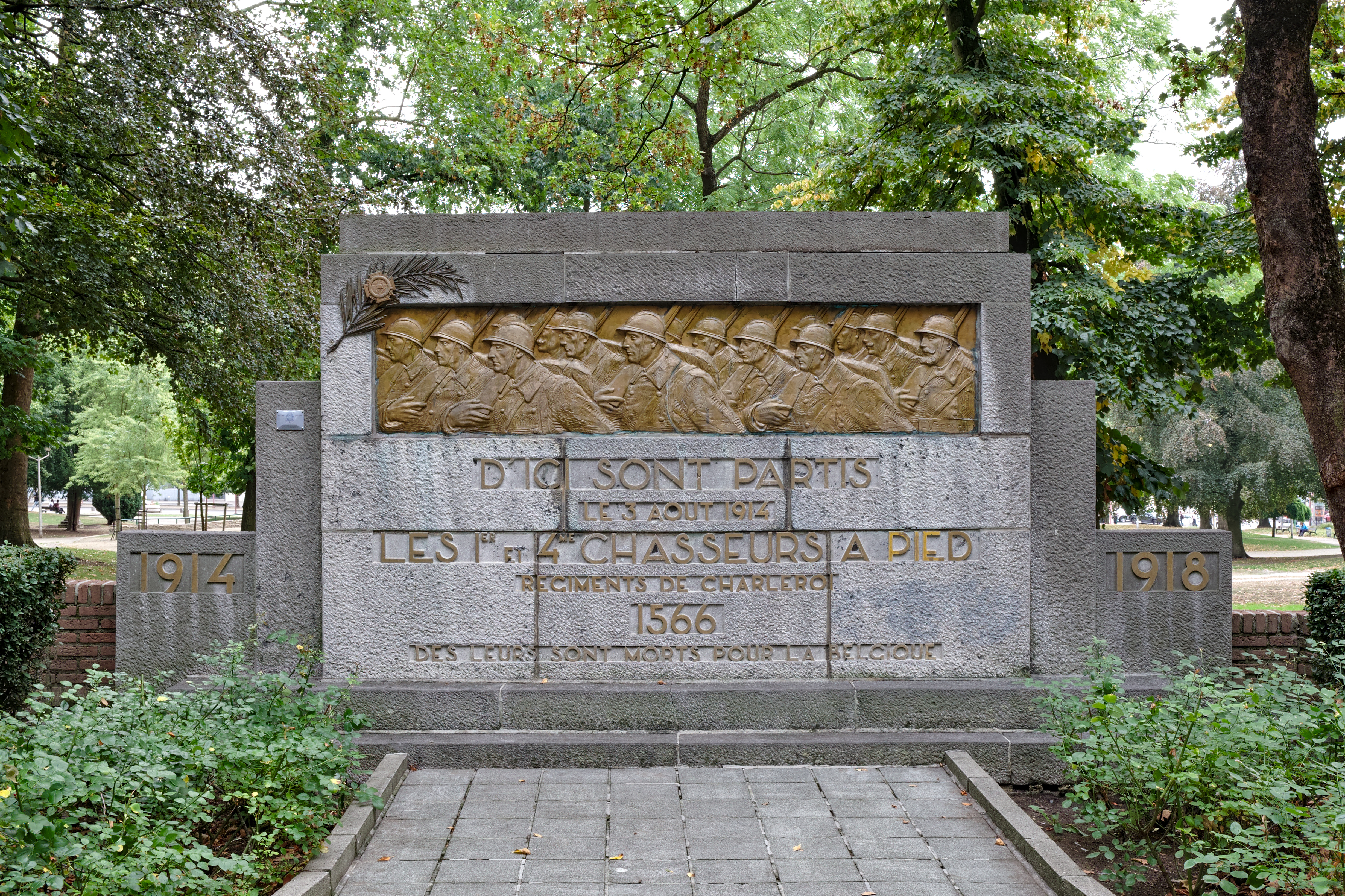
Памятник шассёрам Первой мировой войны в Шарлеруа

В годы Первой мировой войны в распоряжении французской армии был 31 батальон пеших шассёров и менявшееся число батальонов резерва и территориальных сил. В каждой пехотной дивизии должен был быть хотя бы один батальон пеших шассёров или альпийских стрелков, а его численность составляла 1300—1500 человек. Немцы прозвали их «чёрными дьяволами» (нем. Die schwarze Teufel), поскольку те носили тёмную униформу. Шассёры воевали по большому счёту на Западном фронте, но их часть была отправлена в 1917 году в Италию.

### Конные шассёры
Конные шассёры (фр. chasseurs à cheval), также известные как конные егеря — французская лёгкая кавалерия, которая появилась в 1743 году как Добровольческая рота охотников Фишера, участвовавшая в войне за австрийское наследство и боровшаяся против пандуров Тренка и хорватских иррегуляров из австрийской армии. Изначально это был смешанный корпус лёгкой пехоты и лёгкой кавалерии, однако позже был создан отдельный корпус драгунов-шассёров Конфланса (фр. Dragoons-chasseurs de Conflans). В 1776 году эти добровольческие легионы были преобразованы в 24 эскадрона конных шассёров, каждый из которых был закреплён за драгунским полком королевской кавалерии, в 1779 году эти эскадроны объединили в шесть шассёрских полков, число которых в 1788 году выросло до 12. В годы революционных войн их число снова выросло, но уже до 25. Конные егеря были вооружены дальнобойными мушкетами, из которых могли эффективно атаковать пехоту с безопасного расстояния, так как ещё до подхода на расстояние выстрела пехота была в зоне поражения.
В ранние годы эти полки отличались от гусаров лишь менее броской униформой. Они носили зелёные мундиры и штаны, кивера с зелёным плюмажем и кокарду в виде рожка. Часто их использовали для разведки, чтобы получать информацию о продвижении противника. В составе императорской гвардии Наполеона и королевской гвардии эпохи Реставрации были по полку конных егерей, причём Наполеон преобразовал ещё пять линейных полков в егерские. На момент начала франко-прусской войны во французской армии было 12 полков конных егерей вместе с 8 гусарскими полками, что и составляло всю лёгкую кавалерию Франции, занимавшуюся разведкой. В годы Первой мировой войны конные егеря продолжали играть роль разведки, пока не стали подразделением бронетехники к июню 1940 года. Африканские конные егеря отличились на Салоникском фронте Первой мировой войны. После освобождения Франции полки конных егерей были преобразованы в полки лёгкой бронетехники. В годы французской оккупации Алжира также создавались полки африканских шассёров: лёгкая кавалерия, ядро которой составляли как жившие в колониях французы, так и коренные жители. Они были конным аналогом зуавов.

### Лесные шассёры
Перед походом в Россию Наполеон приказал создать новые отряды для императорской гвардии. Туда входили фланкёры-шассёры и фланкёры-гренадеры — сыновья и племянники лесничих и охотников, которые хотели продолжать службу в управлении лесными и водными ресурсами Франции. Фланкёрами назывались лёгкие пехотинцы, которые охраняли войска по флангам, предотвращая внезапные нападения. С 1875 по 1924 годы во Франции были также лесные шассёры (фр. chasseurs forestiers), разделённые на 48 рот и укомплектованные личным составом Управления лесными и водными ресурсами. Во французских колониях они были разделены на три лёгких кавалерийских эскадрона. Эти элитные пехотные части могли продвигаться впереди основных сил благодаря знанию местности и умению составлять и читать карты, а также запасать дрова для нужд войск.

## Современные французские шассёры
В современных сухопутных войсках Франции действуют следующие воинские части со своими традициями:
- 16-й шассёрский батальон (16e bataillon de chasseurs (16e BC)) во 2-й бронетанковой бригаде. Восходит к батальонам пеших шассёров, созданных после 1838 года; некоторые эти батальоны в 1888 году стали батальонами альпийских шассёров как ответ итальянским альпини.
- 7-й, 13-й и 27-й альпийские шассёрские батальоны (bataillon de chasseurs alpins) в 27-й горнопехотной бригаде. Современные горные стрелки.
- 1-й конношассёрский полк (1er régiment de chasseurs à cheval (1er RCh)) в 7-й бронетанковой бригаде. Танкисты. Преемник конных шассёров. Чтобы не путать с пешими частями, часть называется именно полком.
- 4-й шассёрский полк (4e régiment de chasseurs (4e RC)) в 27-й горнопехотной бригаде. Преемник конных шассёров. Чтобы не путать с пешими частями, часть называется именно полком.
- 1-й шассёрский парашютно-десантный полк (1er régiment de chasseurs parachutistes (1er RCP)) в 11-й воздушно-десантной бригаде. Создан в 1943 году после перевода Группы воздушной пехоты (фр. Groupe d'Infanterie de l'Air) под крыло СВ Франции.
- 1-й учебный африканский шассёрский полк (1er régiment de chasseurs d’Afrique (1er RCA)). Учебная часть.

Несмотря на сохранение традиций в сухопутных войсках Франции, пресса нередко путает воинские части: так, Агентство «Франс-Пресс» ошибочно причислило в некрологе ветерана Первой мировой войны Леона Вейля, скончавшегося в 2006 году, не к 5-му батальону шассёров, а к 5-му полку шассёров, перепутав пехотные и кавалерийские части.

## Шассёры по странам

### Аргентина
Горные егеря Аргентины, которые называются «касадорами» (исп. cazador — «егерь», «охотник»), являются войсками особого назначения, обученными вести боевые действия в специфических географических зонах — горах и джунглях. В аргентинской армии есть две отдельные роты горных егерей и три отдельные роты егерей джунглей.

### Бельгия
С 1832 года в бельгийской армии были и пешие, и конные шассёры, чья роль была точно такой же, как во французской армии. Шассёры вели своё происхождение от гусарских и лёгких драгунских полков Объединённого Королевства Нидерландов. На август 1914 года было три полка пеших шассёров, каждый из которых составлял по три батальона, и три полка конных шассёров. В 2001 году 1-й полк конных шассёров-следопытов (появился в 2004 году после объединения 1-го полка конных шассёров и 1-го полка следопытов) объединился со 2-м/4-м полком конных шассёров и был преобразован в Батальон конных шассёров (фр. Battalion Chasseurs à Cheval) или Батальон конных егерей (нидерл. Bataljon Jagers te Paard). Батальон участвует в миссиях ISTAR и носит знамя 1-го полка конных шассёров.

### США
Части шассёров действовали в Армии Союза во время Гражданской войны, играя роль разведчиков и застрельщиков и борясь против сил конфедератов. Их форма была похожа на французскую: плащи со шлицами и кепи. Особенно известными стали шассёры 65-го Нью-Йоркского добровольческого пехотного полка, также известного как 1-й шассёрский полк Соединённых Штатов (англ. 1st United States Chasseurs). Шассёры полка участвовали в кампании на полуострове и потеряли 146 человек убитыми. Их отличительным знаком были не кепи, а шляпы образца 1858 года, которые были известны под названием «шляпа Харди». В годы войны шассёрскую форму носил также 14-й Бруклинский полк. В 1862 году после захвата федералами Нового Орлеана был собран полк Африканских шассёров (фр. Chasseurs d'Afrique), составленный исключительно из чернокожих.